# Impatiens etindensis
Espèce
Statut de conservation UICN

 EN  : En danger
Impatiens etindensis est une espèce de plante à fleurs de la famille des Balsaminaceae.
C'est un tubercule épiphyte, endémique de la région du Sud-Ouest au Cameroun. Décrite en 1999 par Cheek et Eb.Fisch., on la retrouve en haute altitude sur le mont Cameroun, le mont Etinde (ou Petit mont Cameroun) et le Mapanja. Avec une population qui serait en net recul du fait des activités agricoles, elle est inscrite sur la liste rouge de l'UICN des espèces en voie de disparition.

## Description
Elle possède des fleurs de couleur rouge et jaune très voyantes en saison humide.